# مجلة ويل ريد
مجلة ويل ريد  (بالإنجليزية : well red magazine) تُعتبر مجلة ويل ريد هي مجلة نصف شهرية مكونة من 64 صفحة "تتناول الأمور داخل الملعب وخارجه في نادي ليفربول". تم إطلاقها في أبريل 2010 وكان الإصدار الأخير لها في ديسمبر 2013.
يتضمن كل عدد من المجلة مساهمات من القراء وكبار صحفيي كرة القدم والمؤلفين.
من بين المساهمين حتى الآن ديون فانينغ (الأيرلندية صنداي إندبندنت) ، توني باريت (ذي تايمز) ، روري سميث (ذا تلغراف) ، توني إيفانز (التايمز) ، ديف كيربي (كاتب مسرحي ، كاتب وشاعر) ، بول تومكينز (مؤلف ثمانية كتب ليفربول) وجيمي كيسي (سكاي سبورتس) وتوني تيسدال (أرينا ، إسكواير).
حيثُ تمت الإشارة إلى المجلة من قبل مصادر وسائل الإعلام الرئيسية بما في ذلك قناتَا The mirror  و BBC sport.